# Masse de la colonne de précipitations

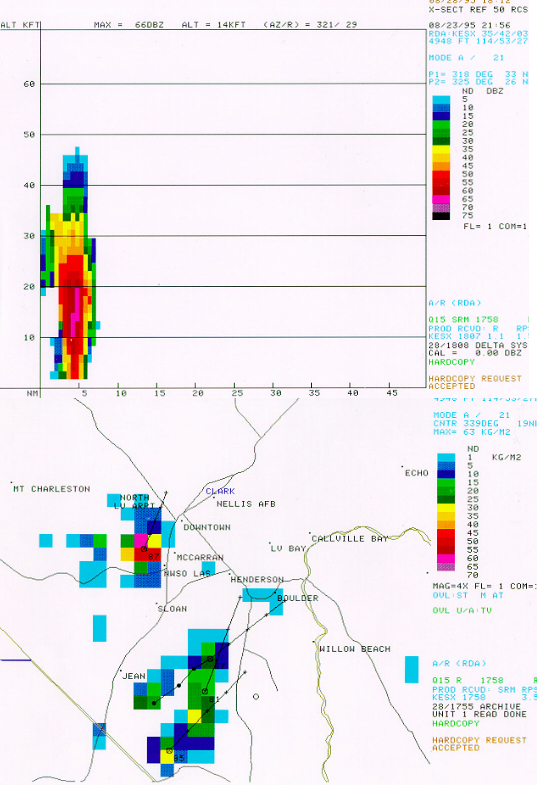
Coupe verticale des données de réflectivité dans un orage par un radar météorologique en haut et valeur spatiale du VIL. Le maximum de 63 kg/m² indique un potentiel de 63 mm sous cet orage.

La masse de la colonne de précipitations (VIL pour Vertically Integrated Liquid en anglais) est un algorithme radar qui estime la masse totale d'eau liquide contenue dans un nuage par mètre carré en faisant la somme des réflectivités dans la colonne de précipitations allant de l'angle le plus bas sondé, jusqu'au sommet du nuage. Cet algorithme est utilisé pour déterminer le type d'orages détectés par le radar et le potentiel de dommages par les vents, la grêle et la pluie.

## Principe
La réflectivité (Z) est une valeur en dBZ qui représente l'intensité de l'écho du signal radar provenant d'un nuage sondé. Avec les longueurs d'onde utilisées, seules les précipitations dans et sous les nuages peuvent être ainsi enregistrées, et non les gouttelettes de nuage, ni la vapeur d'eau dans ce dernier. Cette intensité est proportionnelle au taux de précipitations par unité de temps. En faisant la somme des réflectivités dans la verticale et en prenant comme hypothèse que toute la précipitations est sous forme liquide, il est donc possible d'obtenir la masse totale de précipitations dans la colonne.
À partir des études de Marshall et Palmer sur la distribution des gouttes de pluie, il est possible de trouver que,, :
{\displaystyle VIL=\sum _{i=0}^{i=i_{max}}3,44*10^{-6}\left[\left(Z_{i}+Z_{i+1}\right)/2\right]^{4/7}dh\qquad \left(en\ kg/m^{2}\right)}
Où : 
- Zi et Zi+1 sont les réflectivités de deux angles successifs sondés et (Zi + Zi+1)/2 est la moyenne de réflectivité dans la couche ;
- dh est l'épaisseur dans la couche entre les deux angles (en mètres).

Il est à noter que l'unité kg/m² multipliée par la densité de l'eau (1 kg/litre) donne la quantité d'accumulation au sol en millimètres de cette masse de pluie : 1 kg/m2 = 1 mm d'épaisseur.

### Densité de VIL
La densité de VIL est simplement la valeur de VIL au-dessus du sol divisé par le sommet des échos de précipitations (en kilomètres) dans la colonne notée par le radar. Cette valeur sert à déterminer si de la grosse grêle peut être présente dans un orage. En effet, une forte valeur de VIL montre que le nuage contient beaucoup de précipitations mais elle peut être distribuée dans une colonne très épaisse de nuage. Par contre, une forte densité de VIL indique que les échos sont plus intenses sur une même épaisseur et que la réflectivité peut être rehaussée par de la grêle qui est plus réflective (Artefact radar).
Les études faites en Oklahoma ont montré que dans 90 % des cas où la densité de VIL atteignait ou dépassait 3,5 g m−3, de la grêle de diamètre significative fut notée. De plus, avec une valeur de 4,1 g m−3, le diamètre dépassait en moyenne 2 cm.

### Limite des hypothèses
Selon la définition même, le VIL utilise la réflectivité comme s'il s'agissait en totalité d'échos retournés par des gouttes de pluie. Or les précipitations peuvent être sous forme solide (neige, grêle), mixte avec l'altitude, ou provenir d'artéfacts comme la bande brillante (zone de fonte de la neige en altitude). Dans ce cas, la masse de la colonne de précipitations peut être surestimée ou sous-estimée.
Une méthode fut proposée par les chercheurs Boudevillain et Andrieu pour limiter les erreurs de mesure. Elle consiste à enlever les données de radar correspondant au niveau de l'isotherme 0 °C et à l'adoption de relations Z versus taux de précipitations (Z-R) au type de précipitations. Ces deux valeurs pourraient être obtenue indirectement par les données d'une modèle de prévision numérique du temps appliqué au temps de l'observation ou directement si le radar est à double polarisation.

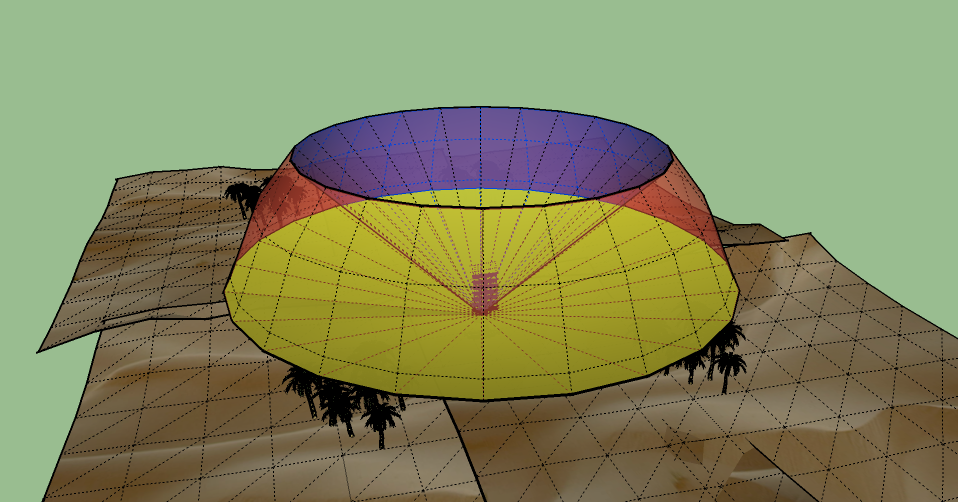
Géométrie de la couverture d'un radar météorologique.

D'autres considérations géométriques influencent également sur les valeurs de VIL. En effet, le radar sonde un volume ressemblant à celui d'un beignet (ci-contre) débutant à un angle minimum et finissant à un angle maximum qui n'est pas vertical. De plus, le nombre d'angle est limité et non un continuum. Il faut donc considérer que :
- le VIL sera sous-estimé très près du radar car une partie en altitude se retrouvera dans le cône de silence (zone au-dessus de l'angle maximum du radar en violet) ;
- le VIL sera sous-estimé à grande distance (zone manquante sous l'angle minimum et très peu d'angles sondés) ;
- le VIL sera sous-estimé  dans les orages où la structure des précipitations a une forte pente car la somme dans l'axe des précipitations n'est pas verticale ;
- le VIL sera surestimé dans le cas de grêle mêlée à de la pluie par rapport à des cas de grêle sèche à la suite d'un rehaussement similaire à la bande brillante.

## Utilisation
Les cartes de VIL permettent de localiser les cellules orageuses les plus intenses dans une masse de précipitations comme dans l'image d'introduction. La valeur de VIL varie dans le temps et selon le type d'orages : 
- dans un orage unicellulaire, elle suit le centre de masse du cumulonimbus et augmente jusqu'à sa maturation, puis diminue à mesure que l'orage se dissipe ;
- dans les orages supercellulaires et multicellulaires, le cœur des précipitations change de position avec les courants ascendants et descendants. Le VIL va donc se déplacer par rapport à la masse orageuse et possiblement pulser en intensité.

Le VIL est aussi utilisé dans plusieurs algorithmes radar pour déterminer le potentiel orageux comme,, : 
- la quantité totale de pluie qui peut tomber sous un orage si ce dernier s'effondrait rapidement (Pluie torrentielle sous orage) ;
- la probabilité de présence de grêle dans un orage en mesurant la densité de VIL ;
- l'intensité de la rafale descendante sous un orage dont le cœur des précipitations se dirige vers le sol en connaissant la hauteur du sommet des échos. Cette formule expérimentale fut développée par S. Stewart du National Weather Service avec le VIL (en mm d'épaisseur) et le sommet en mètres[8] :